# Vùng kinh tế Volga-Vyatka
Vùng kinh tế Volga-Vyatka (tiếng Nga: Во́лго-Вя́тский экономи́ческий райо́н; chuyển tự Latinh: Volgo-Vyatsky ekonomichesky rayon) là một trong 12 vùng kinh tế của Liên bang Nga. Vùng này bao gồm 5 trong số 14 chủ thể liên bang của Vùng liên bang Volga.
Danh sách các chủ thể trong Vùng kinh tế Volga-Vyakta:
- Tỉnh Kirov
- Tỉnh Nizhny Novgorod
- Cộng hòa Chuvashia
- Cộng hòa Mari El
- Cộng hòa Mordovia

Vùng này chỉ có 6.915.349 nhân khẩu và đóng góp khoảng 3% GDP toàn quốc của Nga. Các ngành chính của vùng là nông nghiệp, công nghiệp, khai thác mỏ. Trong công nghiệp, các phân ngành quan trọng là cơ khí, hóa chất, luyện kim, dược phẩm...
Nằm ở vị trí gần như chính giữa vùng lãnh thổ châu Âu của nước Nga, vùng này kết nối giữa các vùng kinh tế quan trọng hơn (gồm Vùng kinh tế Trung tâm ở phía tây, Vùng kinh tế Ural ở phía đông và Vùng kinh tế Volga ở phía nam) với nhau.